# Miroslav Vraštil (1982)
Miroslav Vraštil (Olomouc, Checoslovaquia, 17 de octubre de 1982) es un deportista checo que compitió en remo. Es hijo del remero homónimo Miroslav Vraštil.
Ganó tres medallas en el Campeonato Europeo de Remo entre los años 2008 y 2013.
Participó en tres Juegos Olímpicos de Verano, entre los años 2012 y 2020, ocupando el cuarto lugar en Tokio 2020, en la prueba de doble scull ligero.

## Palmarés internacional
| Campeonato Europeo | Campeonato Europeo | Campeonato Europeo | Campeonato Europeo        |
| Año                | Lugar              | Medalla            | Prueba                    |
| ------------------ | ------------------ | ------------------ | ------------------------- |
| 2008               | Maratón (Grecia)   | Medalla de bronce  | Cuatro sin timonel ligero |
| 2011               | Plovdiv (Bulgaria) | Medalla de plata   | Cuatro sin timonel ligero |
| 2013               | Sevilla (España)   | Medalla de plata   | Cuatro sin timonel ligero |